# Каннинг, Ливерпуль
Георгианский квартал (иногда известный как Каннинг или Каннингский георгианский квартал) — это район на восточной окраине центра Ливерпуля, Англия, характеризующийся почти полностью жилой георгианской архитектурой. Части района также включены в Квартал знаний Ливерпуля. Он граничит с остальной частью Квартала знаний на севере, районом Токсет на юге, Эдж-Хилл на востоке и Роупуолкс, Чайна-таун и Балтийский треугольник на западе. Название «Каннинг» происходит от одной из его основных трас, улицы Каннинг, названной в честь Джорджа Каннинга, (1770–1827), британского политика, который занимал должности Государственного секретаря по иностранным делам и, в короткие сроки, Премьер-министра.

## История
В 1800 году Ливерпульская корпорация под руководством Джона Фостера, старшего (1758–1827) подготовила план для обширной области торфяных болот, известной как Мосслейк Филдс, к востоку от Родни-стрита. Район был построен для и населён крайне состоятельными жителями Ливерпуля. С упадком города в XX веке район стал непривлекательным, и большая его часть пришла в запустение. Участки вдоль Верхней Парламентской улицы, Гроув-стрит и Мертл-стрит были снесены. Обстановка начала меняться в 1990-х годах, и сейчас район очень востребован.
Изменение судьбы района со временем было исследовано в документальном сериале BBC Two Дом через время, когда историк Дэвид Олюсога исследовал жизнь жителей 62 Фолкнер-стрит с 1841 года до настоящего времени.

## Местоположение
Район простирается от Гамбиер Терас и Роскоу-стрит на западе до Фолкнер-стрит на востоке, с Верхней Парламентской улицей на юге и Маунт Плезант и Оксфорд-стрит на севере.

## Внешние ссылки
- Посетите Георгианский квартал Ливерпуля